# Rishabhdeo
Rishabdeo (ऋषभदेव)(antigament escrit Rikhabhdeo) també anomenada Dhulev o Dhuleo (धुलेव), és una ciutat de Rajasthan, districte d'Udaipur, situada a uns 65 km al sud d'Udaipur (Rajasthan), destacat centre de pelegrinatge dels jains al temple que dona nom a la ciutat: Rishabhadeoji, derivat del primer jain tirthankara. La població al cens de 2001 és de 8.023 habitants, la meitat jains
El principal ídol al temple és Rishab Dev en pedra negra, rodejat de nombrosos ídols (23); el temple hauria estat fundat al segle IX i reconstruït el 1376 excepte la muralla que data del 1806 i la nakkarkhana (torre del timbal) que és del 1832; hi ha 52 capelles secundàries (devakulikas) dels tirthankaras, de diverses èpoques. Un bhattarak jain (un dirigent de la comunitat) va tenir seu a Dhuleo, i sempre van donar suport a la dinastia, fins que el territori fou concedit en muafi pel maharana a alguns bramans i jains swetambara el 1863. Els bhattaraka digambara van construir un altre temple i van romandre a la ciutat; el darrer fou consagrat el 1917 i va morir el 1978.
Properes a la ciutat hi ha altres llocs d'interès com Pagyaji, Chandragiri, Bhim Pagalya, Bhattarak Kirti Bhavan i el temple de Peepli.

## Nota
1. ↑  95% de la secta digamabara
2. ↑  anomenat popularment Keshariyaji, que vol dir l'ensafranat, per les gran ofrenes de safrà que se li fan; és adorat fins i tot pels bhils
3. ↑  els digambara i els swetambara, i altres, es van disputar l'administració del temple